# Andrea Grego da Peschiera
Andrea Grego (Peschiera del Garda, 1400 – Morbegno, 18 gennaio 1485) fu un frate dell'Ordine domenicano, venerato come beato dalla Chiesa cattolica.

## Biografia
Condusse la tipica vita da Frate predicatore, attivo in opere e in parole, dedito nell'evangelizzazione di borghi. Assunse l'abito domenicano presso il convento di Brescia e da quello si trasferì in quello di San Marco in Firenze dove completò la sua formazione in qualità di discepolo di Sant'Antonino. Mandato nella Valtellina, vi svolse per 45 anni il suo ministero, predicando il proprio credo. Installò nuove parrocchie e creò monasteri, consolidò nel 1475 il convento di San Pietro Martire di Morbegno.
In questa città morì il 18 gennaio 1485 e fu tumulato presso la chiesa dei domenicani di Morbegno dedicata ai Santi Antonio Abate e Marta.

## Culto
Papa Pio VII il 26 settembre 1820 confermò il suo culto. 
La sua ricorrenza liturgica è il 18 gennaio e nel Martirologio romano a quella data viene così ricordato:
(Martirologio romano)

### Le reliquie
Dopo le Guerre napoleoniche le reliquie furono traslate solennemente nella Cappella di San Giuseppe nella collegiata di San Giovanni Battista di Morbegno.
Nel 1933 fu creata per ospitare le spoglie un'urna in stile barocco e negli anni sessanta la maschera in cera che ne ricopre tuttora il volto.
Negli anni novanta del XX secolo la Collegiata morbegnese ha donato alla parrocchia di San Martino a Peschiera del Garda, città natale del santo, una reliquia del Beato contenuta in un reliquiario settecentesco, oggi collocato nella nuova chiesa dedicata al beato e costruita nel 1988 a Peschiera.
Un'altra reliquia è rimasta nella chiesa di San Martino, mentre nel santuario della Madonna del Frassino, sempre a Peschiera, sono presenti la pietra su cui Andrea dormiva quando litigava con i fratelli per la sua fede, ed una tela cinquecentesca di Paolo Farinati che raffigura il Beato insieme a Maria, San Francesco e San Sebastiano.